# Необъявленная война (фильм)
«Необъявленная война» (англ. Undeclared War, иер. трад. 聖戰風雲, упр. 圣𢧐风云, кант.-рус.: Син чинь фун вань) — гонконгский криминальный боевик 1990 года, снятый Ринго Ламом с участием Дэнни Ли.

## Сюжет
Сотрудник специального отдела полиции Гонконга и агент ЦРУ вынуждены объединиться, чтобы уничтожить крупного международного террориста.

## В ролях
- Дэнни Ли[англ.] — инспектор Лэй Тинпон
- Оливия Хасси — Ребекка Эке
- Питер Лапис — Гэри Реднер
- Розамунд Кван — Энн
- Вернон Уэллс — Ганнибал
- Томми Вон Куонлён[кит.] — лейтенант Тан
- Виктор Хонь Кхуань — Дием
- Дэвид Хедисон — американский посол

## Выход
Премьера в Гонконге состоялась 1 сентября 1990 года. Там же сумма сборов по итогам кинопроката составила HK$ 5 523 958.